# 布莱默雷
布莱默雷（法語：Blémerey）是法国洛林大区孚日省的一个市镇，属于纳夫沙托区米雷库尔县。该市镇2009年时的人口为28人。

## 人口
布莱默雷人口变化图示
| 数据来源：INSEE |